# مرد عنکبوتی: چالش اژدها
مرد عنکبوتی: چالش اژدها (انگلیسی: Spider-Man: The Dragon's Challenge) یک فیلم ابرقهرمانی لایو اکشن آمریکایی در سال ۱۹۸۱ است در خارج از کشور با نمایش تئاتر همراه بود، ترکیبی از اپیزود دو قسمتی «چاینیز وب» در سال ۱۹۷۹ از مجموعه تلویزیونی معاصر  مرد عنکبوتی شگفت‌انگیز که به‌طور نمایش تئاتریکال در ۹ مه ۱۹۸۱ منتشر شد. کارگردانی فیلم بر عهده ران ساتلوف و نویسندگی بر عهده لیونل ای. سیگل است و ستارگانی از جمله نیکولاس هاموند، روزالیند چائو، رابرت اف سیمون و بنسون فونگ در فیلم به ایفای نقش پرداخته‌اند. این فیلم پس از فیلم ۱۹۷۷ مرد عنکبوتی و تلافی کردن مرد عنکبوتی ساخته شد.
این آخرین فیلم مرد عنکبوتی بود که در خارج از آمریکای شمالی به‌صورت تئاتریکال اکران شد، تا اینکه کلمبیا پیکچرز در سال ۱۹۹۹ این حق انتشار را کسب کرد و سرانجام فیلم مرد عنکبوتی را در سال ۲۰۰۲ اکران کرد.

## داستان
مین لو چان، وزیر توسعه صنعتی چین، که از قضا یکی از دوستان قدیمی جیمز جونا جیمسون در دانشگاه است، از چین فرار می‌کند و به ایالات متحده می‌آید تا سه مرد را پیدا کند که در طول جنگ به او نزدیک شدند و به او پول پیشنهاد دادند تا رازهایی در مورد این موضوع داشته باشد. مائو تسه تونگ، که در آن زمان او را رد کرد. او نزد دخترش امیلی چان که در شهر نیویورک زندگی می‌کند می‌ماند. اما اکنون به نظر می‌رسد که این حادثه در حال بررسی است و او باید به سرعت یکی از آنها را پیدا کند تا بیگناهی خود را تأیید کند.
او از آقای جیمسون می‌خواهد که به او کمک کند تا آنها را پیدا کند، اما او می‌خواهد این کار بی سر و صدا انجام شود زیرا به نظر می‌رسد که عناصری وجود دارند که می‌خواهند او محکوم شود، بنابراین جیمسون از پیتر پارکر می‌خواهد که از طرف او با سه تفنگدار سابق صحبت کند، اما آنها را نیز پیدا کند. احتیاط. با این حال، به نظر می‌رسد یکی از آن عناصر، یک صنعتگر به نام زیدر است که از جمله کسانی است که برای دولت چین نیروگاهی به ارزش یک میلیارد دلار در نظر گرفته شده‌است و صنعتگر می‌داند که این مقام، شرکت دیگری را در نظر دارد، اما اگر او محکوم شده‌است که می‌داند جانشینش قرارداد را به او واگذار خواهد کرد؛ بنابراین او کلاید ایوانز را می‌فرستد تا مطمئن شود شاهدانش را پیدا نمی‌کند یا مطمئن شود که زنده به چین بازنمی‌گردد.
پیتر به عنوان مرد عنکبوتی چندین بار جان مین را نجات می‌دهد. سپس پیتر خطی از آخرین تفنگداران دریایی مورد نیاز برای پاک کردن نام مین، پروفسور دنت، دریافت می‌کند که موافقت می‌کند کمک کند. او همراه با مین، پیتر و خواهرزاده خود امیلی، برای شهادت به هنگ کنگ پرواز می‌کند. با این حال، زیدر دنت را ربود تا از سکوتش اطمینان حاصل کند. مرد عنکبوتی با کمک امیلی، رد ربایندگان را تا زیدر دنبال می‌کند. او زیدر را اسیر می‌کند و امنیت جان دنت را تضمین می‌کند. او سپس به اثبات بی گناهی مین ادامه می‌دهد.

## بازیگران
| بازیگر         | نقش                      |
| -------------- | ------------------------ |
| نیکولاس هاموند | پیتر پارکر / مرد عنکبوتی |
| رابرت اف سیمون | جیمز جونا جیمسون         |
| روزالیند چائو  | امیلی چان                |
| ریچارد اردمن   | زایدر                    |
| بنسون فونگ     | مین لو چان               |
| چیپ فیلدز      | ریتا کانوی               |
| الن برای       | جولی مسترز               |
| جان میلفورد    | پروفسور دنت              |
| هاگان بیگ      | کلاید ایوانز             |
| جورج چونگ      | دکتر پی                  |
| تد دنسن        | کالینگ‌ها                 |
| میرون هیلی     | ستوان اولسون             |
| آنتونی چارنوتا | کوین                     |
| تونی کلارک     | جو                       |

## انتشار و بازخورد
این فیلم در ۳ فوریه ۱۹۸۱ در سرزمین‌های اروپایی و استرالیا اکران شد و در سالن پیکس به نمایش درآمد که توسط هویتز توزیع شد. در سال ۱۹۸۲ نسخه VHS را دریافت کرد.